# Guerra greco-turca (1919-1922)
La guerra greco-turca de 1919-1922 o guerra del Asia Menor consistió en una serie de conflictos armados entre el Reino de Grecia y revolucionarios turcos del Movimiento Nacional turco durante la partición del Imperio otomano entre mayo de 1919 y octubre de 1922. Fue uno de los principales conflictos derivados de la Primera Guerra Mundial.
El origen principal de esta guerra provino de la Primera Guerra Mundial, en la que Grecia, desde el cambio de régimen de 1917, combatió al lado de la Entente contra el Imperio otomano. El primer ministro, Eleftherios Venizelos, contaba con la promesa británica de grandes concesiones en la costa de Asia Menor a cambio de la entrada en la guerra. Con el desmoronamiento del Imperio otomano al final de la guerra, Grecia vio factibles sus aspiraciones de la Megali Idea, la reconquista de todos los territorios históricos pertenecientes a los griegos como directos sucesores del Imperio bizantino, cuyo punto central era la recuperación de Constantinopla de manos de los otomanos, sus conquistadores desde 1453 y actuales enemigos.
Grecia pudo ocupar poco a poco y con apoyo parcial de sus aliados gran parte de los territorios en manos otomanas, no así Constantinopla ni los estrechos de los Dardanelos y del Bósforo, lo que le hubiera otorgado el control total de la vía marítima entre Atenas y Constantinopla.
Aunque el Imperio otomano estaba debilitado y su ejército diezmado, el comandante Mustafa Kemal Atatürk supo inyectar dosis de moral a sus tropas para luchar. En 1922 venció a las tropas griegas asentadas en Asia Menor, que no tuvieron otra medida que capitular.
Durante el conflicto, murió más del 20 % de la población masculina de Anatolia. En Grecia la derrota fue percibida como la Gran Catástrofe; del lado turco la guerra fue vista como una victoria de la denominada guerra de Independencia turca, en la que luchaban para contrarrestar los ataques de diferentes potencias europeas (Francia, el Reino Unido y la misma Grecia) en su territorio.

## Antecedentes
Con la conquista de Constantinopla por los otomanos en el año 1453 bajo el mando de Mehmed II, estos gobernaron a las poblaciones griegas hasta 1830. Con el constante debilitamiento del Imperio otomano y el creciente sentimiento nacional griego, se formó a principios del siglo XIX un movimiento de independencia en la región de la actual Grecia. Los levantamientos pudieron ser sofocados por las fuerzas otomanas. A partir de 1820 las revueltas alcanzan tal magnitud que se consideró inminente el surgimiento de un Estado griego (véase guerra de Independencia de Grecia). En 1830 las potencias europeas reconocieron a la Grecia independiente, que sólo contaba con un pequeño territorio concentrado en las regiones de Ática, el Peloponeso, Eubea y las islas Cícladas. No fue hasta la primera guerra balcánica (1912-1913) cuando Grecia logró ampliar considerablemente su territorio, adquiriendo parte de Macedonia y numerosas islas en el Egeo.

### Primera Guerra Mundial
Grecia se unió a los Aliados en la Primera Guerra Mundial relativamente tarde, participó en la batalla de Galípoli, en la lucha contra los otomanos.[cita requerida]
Tras la victoria contra éstos a finales de 1918, los Aliados trataron de repartirse gran parte del territorio, según los tratados secretos suscritos durante la contienda. Después del armisticio de Mudros, las potencias se apresuraron a tratar de ocupar los territorios otomanos asignados a cada una según los acuerdos. Una flota Aliada, principalmente británica, ancló en la capital otomana que, sin ser oficialmente ocupada, recibió un contingente de tropas Aliadas. Los británicos establecieron pequeñas guarniciones para vigilar los ferrocarriles y asegurar la desmovilización otomana y enviaron tropas al Kurdistán, mientras los franceses avanzaban desde Siria hacia Adana y Cilicia y los italianos desembarcaban en Antalya.
El 24 de abril de 1919, ante la imposibilidad de lograr todos sus objetivos territoriales en Dalmacia, los italianos se habían retirado de la conferencia de paz, tras haber desembarcado ya en Anatolia para ocupar la zona que se les había prometido en el Tratado de Londres de 1915. Esmirna se le había prometido también a Italia por los acuerdos de Saint-Jean-de-Maurienne de abril de 1917, pero estos no habían sido ratificados por la Revolución de Febrero en Rusia.
Los planes expansionistas de Venizelos contaron con el apoyo esencial del primer ministro británico, David Lloyd George, que defendió el envío de tropas griegas a Esmirna alegando un supuesto alzamiento de guerrillas turcas en la región que amenazaba la seguridad de la población cristiana, logrando así el apoyo del presidente estadounidense Woodrow Wilson y el de Francia, deseosa de evitar el control de la zona por Italia, a la que se le había prometido originalmente. En mayo de 1919 las tres potencias accedían a enviar tropas griegas a Esmirna, con permiso italiano. La ocupación de la ciudad debía ser temporal, hasta que se decidiese su destino.

## Desarrollo

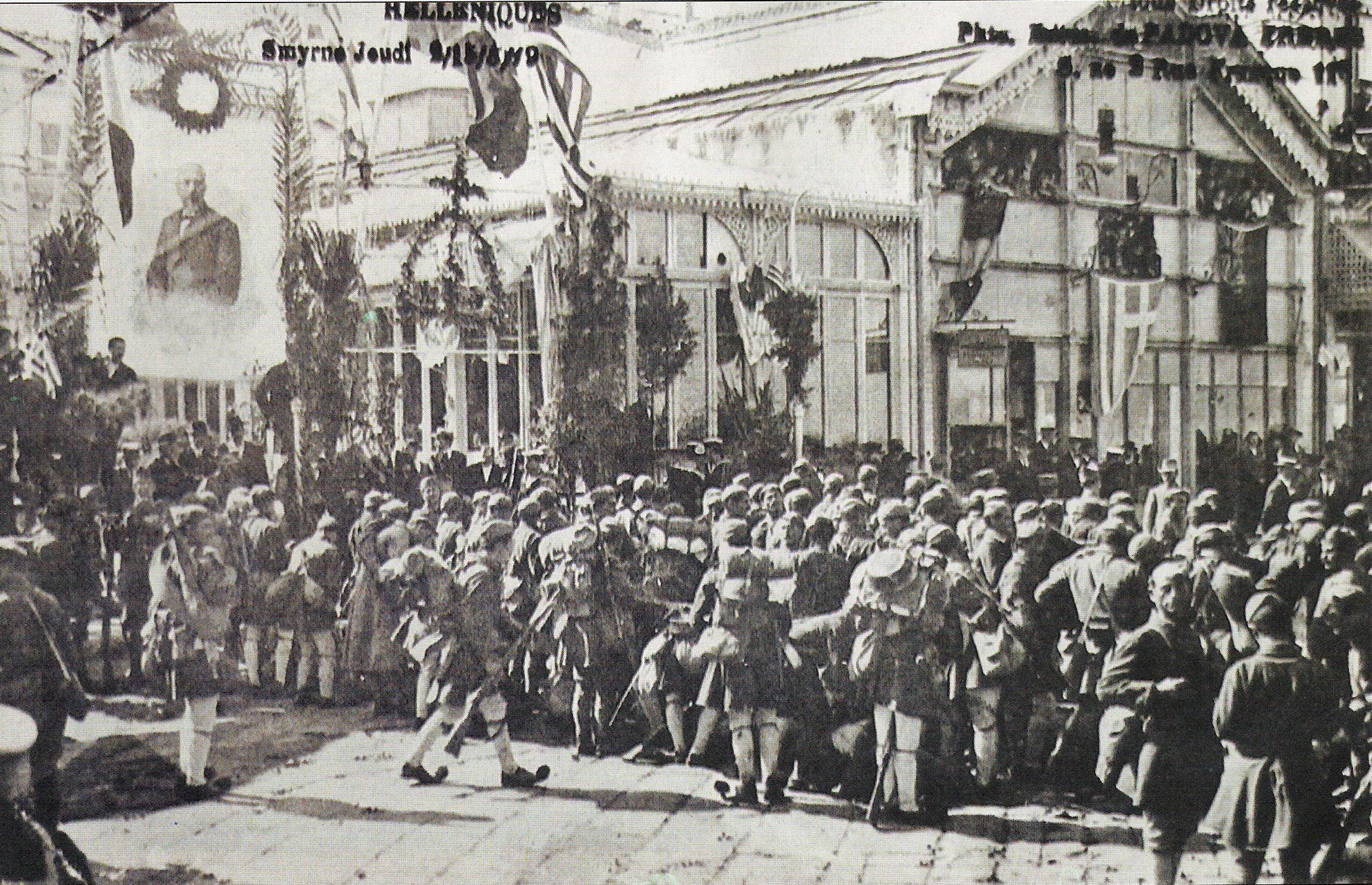
Soldados griegos en Esmirna.

### Ocupación griega
El 15 de mayo de 1919 las primeras unidades helenas —tres divisiones— desembarcaron en el puerto jonio, protegidas por las flotas aliadas. El desembarco, caótico, llevó a un tiroteo en que las tropas griegas acabaron matando a cientos de habitantes. La población musulmana sufrió serios atropellos, incluyendo asesinatos.
Al principio los combates fueron fáciles para las tropas griegas, que disponían de buen material bélico y armamento aportado por el Reino Unido; muchos turcos y otros musulmanes fueron masacrados, tan sólo en los primeros días de la invasión hubo miles de víctimas civiles. Por presión del gobierno otomano, viajó una comisión de negociación desde París para intervenir en el conflicto, que aunque reconoció a Grecia como culpable, no tuvo efecto para contenerla.
Pronto surgieron bandas turcas opuestas a la ocupación, pero desorganizadas, que al comienzo supusieron una amenaza para las tropas de la Entente. Cuatro días después del desembarco griego en Esmirna, el general otomano Mustafá Kemal hacía lo propio en el puerto de Samsun, en el mar Negro, con el propósito oficial de llevar a cabo la desmovilización de las tropas otomanas exigida por los Aliados.
La expansión de la administración griega también conllevó movimientos de población. Tras las guerras balcánicas, se habían asentado en la costa del Egeo unas ciento treinta mil familias, la mayoría refugiadas de los Balcanes, que habían ocupado propiedades de griegos deportados. Al ocupar la región Grecia, muchos de los deportados volvieron a sus hogares, y unos ochenta mil turcos huyeron al interior de la península.

### Comienzo de la resistencia turca

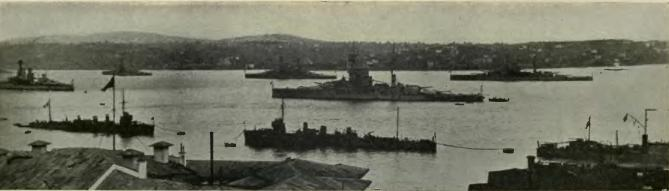
Buques de guerra Aliados en Constantinopla en 1920. La capital otomana fue ocupada hasta la derrota griega, cuando fue entregada al nuevo gobierno nacionalista de Mustafá Kemal.

Mustafá Kemal, por el contrario, organizó su mando como centro de la resistencia a las tropas extranjeras y de coordinación de las bandas insurgentes que se habían creado por toda la península. Kemal, en ese momento inspector en Anatolia, utilizó su cargo para mandar escritos a todos los gobernadores locales y comandantes militares, pidiendo que iniciaran acciones de protesta por todo el país contra los Aliados y el gobierno en Estambul.
Entre el 20 y el 23 de mayo de 1919 se organizaron manifestaciones de protesta en Estambul. Los manifestantes planeaban atacar la cárcel militar de Bekirağa, en la que se encontraban muchos líderes revolucionarios otomanos desde la Primera Guerra Mundial. El gran visir Damat Ferid, que había dimitido tras la invasión griega de Esmirna, pero que días después fue restituido por temor a una posible huida de los revolucionarios, acordó con los británicos el plan de desplazamiento de presos. El 28 de mayo, 67 presos fueron trasladados de Bekirağa a Malta, donde fueron enjuiciados. Esto ocasionó que el pueblo turco perdiera el interés en el visir y se uniera al movimiento de liberación dirigido por Mustafá Kemal.
En marzo de 1920 los británicos ocuparon la capital otomana y detenían a los parlamentarios. Esta acción permitió a los partidarios de Kemal formar un nuevo parlamento para el que reclamaron la soberanía del territorio la Asamblea Nacional de Turquía.

### Victorias de Kemal
En mayo de 1920 Kemal había logrado, uniendo el 9.º Ejército del Cáucaso, los restos de otros y unidades irregulares, rechazar a los franceses hacia Alepo. El Ejército de Seguridad del Sultán, una organización rival, había sido derrotada. El nuevo Estado armenio, débil y con escaso apoyo de la Entente, fue pronto aniquilado entre Kemal y los soviéticos. Los rebeldes kurdos habían sido rechazados a las montañas. El responsable británico de la autonomía kurda fue expulsado. Estas victorias aumentaron el prestigio del movimiento de Kemal entre la población turca, que creció aún más tras la ocupación oficial de Constantinopla en mayo de 1920 por los británicos. Tras la ocupación de la antigua capital, numerosos partidarios de los nacionalistas se trasladaron a Ankara.
En el verano de 1920 Kemal había logrado que los franceses, ocupados en el control del Rin, firmasen un armisticio con su gobierno. Con los kurdos bajo control y los armenios desprotegidos por las potencias, llegó el momento de enfrentarse con las unidades griegas, en lo que recibió desde el comienzo el respaldo italiano. En el imperio sólo el gobierno del sultán, cada vez más debilitado, se oponía aún al gobierno de Kemal.

### El Tratado de Sèvres

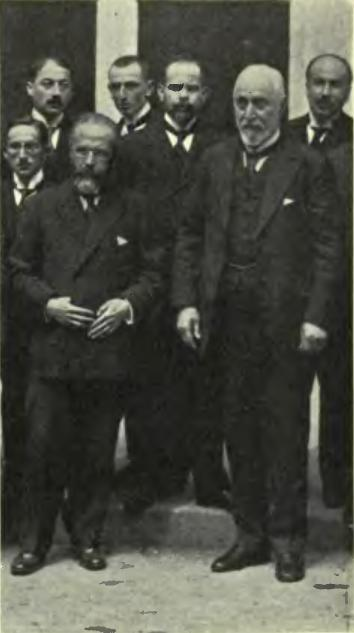
La delegación otomana en la conferencia de paz, que acabó con su aceptación del desfavorable Tratado de Sèvres, que los nacionalistas turcos rechazaron.

Reparto de Anatolia según el tratado, que fue rechazado por Kemal y sus seguidores.

La formación de un gobierno rebelde en Ankara aceleró las negociaciones de paz con el gobierno del sultán. En agosto el débil gobierno del sultán firmó el tratado de paz, el Tratado de Sèvres, muy desfavorable para el Imperio. El noroeste y centro de Anatolia y Constantinopla permanecían teóricamente en manos del Gobierno turco. El punto de mayor controversia para el Gobierno de Venizelos fue la renuncia de Constantinopla o Estambul.
Grecia consiguió merced al tratado Esmirna y la Tracia oriental, sujetas a la celebración de un futuro plebiscito de anexión. El Imperio otomano quedó reducido a una pequeña región alrededor de Ankara, que hubiese sido un mero títere de los Aliados. En el noreste del imperio, se creaba un Estado armenio, sometido al mandato estadounidense. Aunque las autoridades del Imperio otomano suscribieron el tratado, no fue reconocido por el movimiento de oposición acaudillado por el general Mustafá Kemal. El objetivo de este era la creación de un Estado turco moderno con los restos del Imperio Otomano y la recuperación de las regiones ocupadas por los Aliados, la península arábiga, el Cáucaso y los Balcanes. El tratado nunca fue ratificado y para el otoño de 1920 había quedado seriamente desbaratado. Turcos y soviéticos se repartieron el territorio asignado a Armenia.
El gobierno griego decidió emprender un ataque contra el débil Imperio otomano, ya que este rehusaba entregar los territorios que el Tratado de Sèvres le había concedido a Grecia. Para cuando se firmó el tratado, esta ya había ocupado los territorios que le habían sido otorgados.

### Avance griego
Ante las victorias de Kemal y la escasez de tropas, Venizelos ofreció sus unidades, hasta entonces circunscritas a los territorios concedidos, para enfrentarse a los nacionalistas a cambio de concesiones territoriales. Las potencias decidieron permitir la ofensiva griega y la ocupación helena de Tracia oriental.

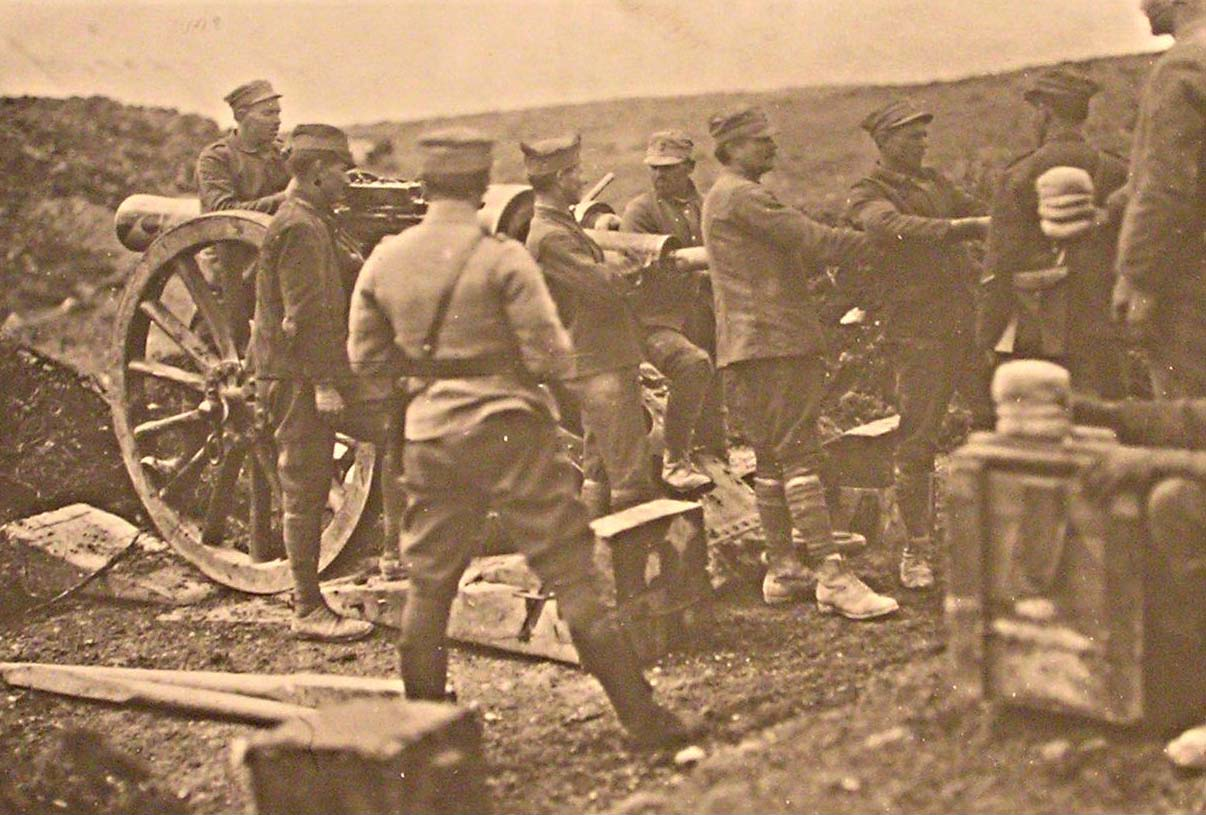
Artillería griega durante el conflicto. Al comienzo la ventaja griega en armamento era apabullante, facilitando el avance de las unidades griegas frente a las débiles bandas armadas turcas.

Con apoyo de la armada británica, los griegos desembarcaron en puertos del mar de Mármara y atacaron las líneas turcas en Tracia el 21 de julio de 1920; tomaron Adrianópolis y Lüleburgaz el día 25. Las tropas turcas se retiraron, siendo internadas al cruzar la frontera búlgara. Poco después otra columna griega, avanzando desde el mar Negro, ocupó Vize.
El 22 de julio de 1920 comenzó el ataque en Asia Menor con seis divisiones. Una partió de Aydin, otras dos avanzaron hacia Salili y una tercera columna con tres divisiones se lanzó contra Balikesir, que cayó en menos de una semana. El avance griego fue rápido ante las escasas unidades irregulares turcas, mientras el grueso de las tropas de Kemal permanecía en el centro de Anatolia. La columna meridional alcanzó Alaşehir el 24 de junio de 1920. La septentrional capturó Bursa la primera semana de julio.
El plan griego preveía a continuación conquistar dos centros ferroviarios importantes para el ataque contra Ankara: Eskişehir por la columna norte y Afyon por la sur. Para preparar esta fase de la campaña detuvieron su avance en agosto de 1920, cuando ya controlaban toda la Anatolia occidental, a excepción de los estrechos y Constantinopla, desde el mar de Mármara, pasando por el valle del río Menderes hasta Nazilli.
Mientras, los nacionalistas hubieron de aplastar con grandes dificultades una revuelta favorable al gobierno del sultán. Las conversaciones con los soviéticos, por otra parte, dieron sus frutos en un ataque conjunto contra Armenia a finales de septiembre. En pocos meses, nacionalistas turcos y soviéticos controlaban el territorio de la república armenia.
La nueva ofensiva griega se desencadenó en octubre, tomando Yenişehir e İnegöl en el sector norte. Franceses e italianos, alarmados por los avances griegos, impusieron el alto en la ofensiva, que los turcos aprovecharon para reagruparse.

### Cambios en Grecia: derrota de Venizelos y retorno de Constantino

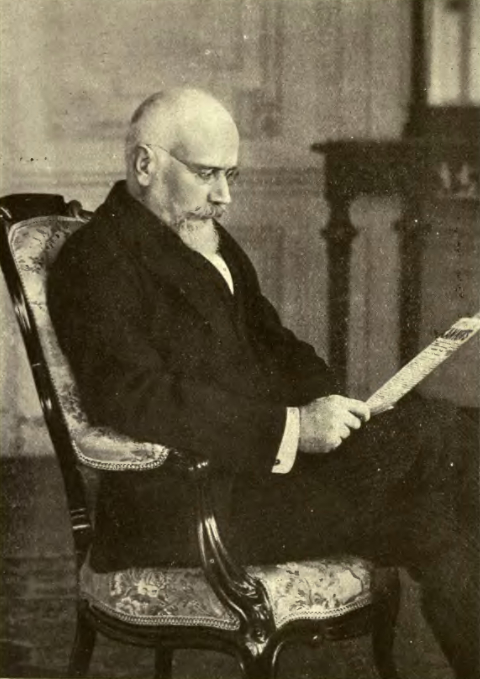
Eleftherios Venizelos, primer ministro griego que impulsó decididamente la campaña griega en Anatolia y logró las concesiones a Grecia en el Tratado de Sèvres. Derrotado en las elecciones del invierno de 1920, dimitió y se exilió; sus adversarios políticos continuaron la lucha contra los nacionalistas turcos de Kemal.

A pesar de las ganancias griegas, las elecciones de noviembre supusieron una derrota para Venizelos, que dimitió y se exilió, y el regreso del rey Constantino. El anterior monarca, Alejandro I, hijo de Constantino, había fallecido envenenado en un accidente doméstico el 25 de octubre. El cansancio por ocho años de guerra, la popularidad de Constantino entre algunos sectores y la crisis económica acabaron con el gobierno de Venizelos. El cambio en Grecia fue aprovechado por Francia e Italia para evacuar sus últimas unidades de la zona, dejando la ocupación en manos británicas y griegas. El retorno de Constantino, aprobado mediante plebiscito el 5 de diciembre pese a las advertencias anglo-franco-italianas, empeoró las relaciones entre Grecia y los Aliados, que recordaban su hostilidad durante la guerra mundial y retiraron su apoyo militar y económico al gobierno de Atenas en diciembre de 1920.
La vuelta del antiguo monarca trajo consigo además el retorno de los oficiales que le eran fieles y habían sido expulsados del Ejército por ello, que obtuvieron grados como si hubiesen permanecido en el servicio activo desde 1917. Unos mil quinientos oficiales volvieron al servicio activo. Esto infló las filas de generales y coroneles y creó tensiones tanto con los oficiales venizelistas como con la tropa. Los mandos militares fueron purgados de republicanos y venicelistas, siendo sustituidos por oficiales afines al nuevo monarca, a veces sin experiencia reciente de mando. Los cambios aumentaron las tensiones entre constatinianos y venicelistas en las fuerzas armadas. Esta venganza política supuso un contratiempo militar, pues oficiales con escasa o muy antigua experiencia de combate sustituyeron a otros fogueados y en los que los soldados tenían más confianza.
Tras el cambio de gobierno en Grecia por la derrota electoral de Venizelos y el regreso de Constantino y sus partidarios, estos decidieron continuar la campaña militar contra Kemal, a pesar de haber criticado anteriormente la misma. Las unidades en Anatolia fueron reforzadas. Para entonces el ejército había pasado de los ciento diez mil soldados de enero a doscientos mil, si bien muchos de los nuevos reclutas eran bisoños, como numerosos oficiales. El mando pasó al veterano y respetado general Anastasios Papoulas, fundamentalmente neutral en la pugna entre los partidarios de Constantino y los de Venizelos.

### Batallas de Inönü: detención temporal del avance griego y fallidas negociaciones de paz
Durante la segunda mitad del año, las fuerzas de Kemal incorporaron, de grado o por la fuerza, numerosas unidades irregulares, pasando el mando de las tropas occidentales a İsmet Bajá, hombre de confianza de Kemal. A comienzos de 1921 el ejército nacionalista, aunque menor en número que su oponente griego, había sido reorganizado a fondo.
El 6 de enero de 1921 comenzó una nueva ofensiva helena. La meta última de la campaña era Ankara, pero la inmediata era la conquista de los centros ferroviarios de Afyonkarahisar y Eskişehir, ubicados en la línea aquella con Esmirna. El ejército griego se dividió en dos grupos: el septentrional, reunido en torno a Bursa y constituido por cuatro divisiones de infantería con un total de dieciocho mil soldados, y el meridional, concentrado en Uşak y compuesto por siete divisiones de infantería y una brigada de caballería (unos treinta y tres mil soldados en conjunto). Las fuerzas en el resto del frente eran escasas. Los nacionalistas turcos dispusieron seis divisiones de infantería y tres de infantería montada (unos veintitrés mil soldados) al oeste de Eskişehir para detener la ofensiva griega. Afyonkarahisar la protegían otras diez divisiones de infantería y dos de caballería (unos veinticinco mil soldados). Los turcos eran algo menos numerosos que los griegos y contaban con menos artillería, ametralladoras, transporte mecanizado y aviación. Gozaban, por el contrario, de mejor posición.

Desarrollo del conflicto, con los principales combates y las zonas bajo control griego y británico.

El avance griego comenzó en el norte el 10 de enero. Uno de los primeros choques, cerca de la localidad de Inönü, supuso la primera victoria turca (11 de enero de 1921), muy aireada por los nacionalistas. Los griegos se replegaron, con la idea de retomar las operaciones en la primavera. El revés, al que los griegos restaron importancia, impelió a las potencias a convocar una conferencia en Londres para revisar lo dispuesto en el Tratado de Sèvres, a la que invitaron tanto al Gobierno griego, como al otomano y al nacionalista turco.
Mientras se celebraban nuevas negociaciones infructuosas en Londres, (23 de febrero de 1921-12 de marzo de 1921) los nacionalistas turcos lograron la retirada francesa de Cilicia a cambio de concesiones económicas (10 de marzo de 1921). Alcanzaron un pacto similar con los italianos en Adalia. Kemal se opuso a las concesiones, pero contaba con el deseo francés e italiano de desmovilizar a las cansadas tropas para poder utilizar a sus unidades veteranas contra los griegos. El rechazo de Kemal desbarató temporalmente el acuerdo con los franceses, pero solo hasta octubre, cuando otro nuevo permitió a los turcos apoderarse del armamento francés abandonado en Cilicia. Ante el fracaso de las conversaciones, en las que ambos bandos se negaron a ceder en sus posturas, Lloyd George recomendó a los griegos que tomasen por la fuerza lo concedido en el tratado de paz, lo que dio lugar a la nueva ofensiva de marzo. Esta, algo precipitada, pretendía batir al enemigo antes de que pudiese desplegar los refuerzos que debían llegar del sur tras los acuerdos con Francia e Italia.
Al tiempo que los nacionalistas participaban en las estériles conversaciones londinenses, trataban también con los soviéticos, con los que firmaron un tratado de amistad el 16 de marzo, que se completó meses más tarde con otro similar con varias repúblicas soviéticas del Cáucaso. Como consecuencia de los tratados, Turquía recobró las tierras perdidas por el imperio en 1878 salvo la comarca del puerto de Batumi y obtuvo armamento y subsidios de los soviéticos.
El 23 de marzo de 1921, los griegos retomaron el avance en el norte y en el sur, donde capturaron Afyon cuatro días más tarde. En el norte, por el contrario, Inönü derrotó a la columna griega (II Cuerpo de Ejército), rechazándola hacia Bursa (31 de marzo de 1921). La posibilidad, evitada en el último momento, de que los nacionalistas aislasen a las unidades en Afyon mediante un ataque desde el norte hizo que estas se replegasen, tras duros combates para mantener el contacto con la retaguardia, a Uşak. El Ejército griego, ante el primer revés serio, pidió refuerzos a Atenas, que formó tres nuevas divisiones.
En abril el nuevo Gobierno de Dimitrios Gounaris se negó a estudiar las propuestas de paz de los Aliados, manteniéndose el embargo británico.
Las derrotas griegas conllevaron un revés político: los Aliados declararon su neutralidad en el conflicto greco-turco en mayo de 1921, quedando el Gobierno de Atenas únicamente con el apoyo personal de Lloyd George. Los italianos abandonaron la zona que ocupaban entre abril y mayo. El Gobierno griego se concentró en reabastecer a sus unidades y prepararlas para un nuevo ataque en el verano. En junio el rey Constantino asumió personalmente el mando supremo de las fuerzas desplegadas en Asia Menor y pasó a Esmirna para realizar una inspección de las unidades y animar a las tropas.

### Ataque contra Eskişehir: gran retirada turca

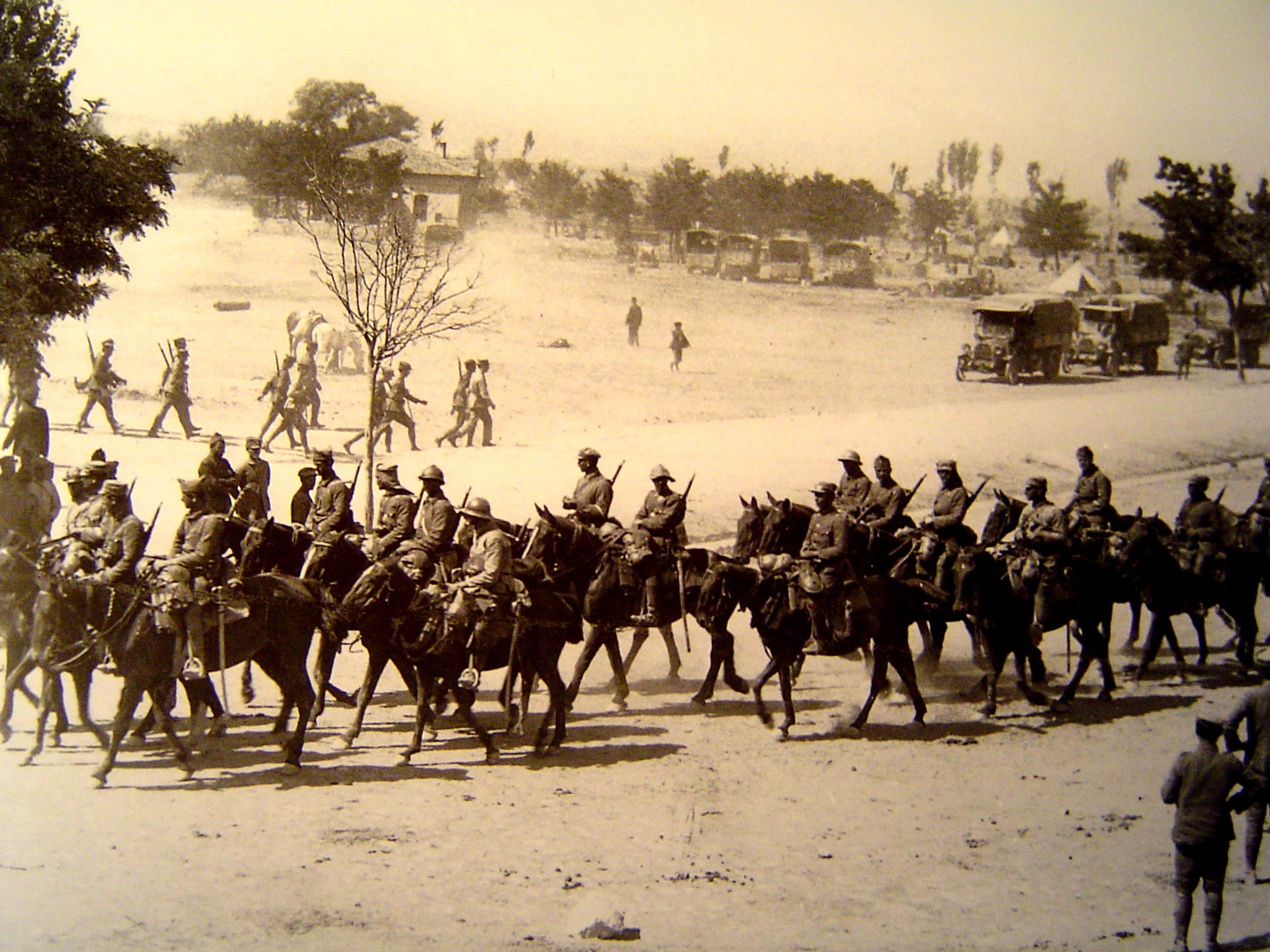
Caballería griega en Eskişehir en julio de 1921.

Los griegos planearon una nueva ofensiva, que comenzó el 10 de julio de 1921: la columna del norte se dividiría en dos, quedando una parte para oponerse a las unidades turcas mientras la otra avanzaría hacia el sur para unirse a la columna meridional, que habría tomado Afyon, seguido el ferrocarril y dirigido hacia el objetivo principal, Eskişehir.
Tras tomar Afyon, las unidades cumplieron sus objetivos, deteniendo a los turcos en el norte mientras las otras dos columnas se encontraban para el asedio a Eskişehir (17 de julio de 1921). Temiendo quedar rodeados, Inönü ordenó la retirada de la ciudad, que el 21 de julio de 1921 trató en balde de socorrer, con grandes bajas. La ciudad había caído finalmente en poder de los griegos el 20 de julio. Ese mismo día Constantino volvió de Atenas para retomar el mando de las operaciones. En las operaciones, las bajas griegas habían sido ocho mil, similares a las de los turcos. Otros cuatro mil turcos habían sido capturados por los griegos.
Ante esta derrota, Kemal e Inönü decidieron retirar sus fuerzas a la línea del río Sakarya y tratar de repeler el ataque griego en esa posición. A pesar de la dificultad política de conceder más de 150 km de territorio al enemigo, la retirada permitió el reagrupamiento turco y la extensión de las líneas de abastecimiento griegas. La línea suponía, por otra parte, la última defensa de Ankara, por lo que no existía posibilidad de nuevas retiradas.
Los mandos griegos, a pesar de haber logrado la victoria con grandes bajas, se hallaban en una posición cada vez más complicada: solo una victoria total sobre el enemigo les permitiría poner fin a la guerra, descartada ya la negociación. El objetivo era alcanzar Ankara, que no deseaban conservar, como golpe al prestigio de los nacionalistas turcos y con esperanza de que ello les permitiese sustituir el Gobierno de Kemal por otro que aceptase la cesión de Esmirna y su comarca a Grecia y quizá también la de Constantinopla. El general en jefe griego, el general Anastasios Papoulas, abogó por mantenerse prudentemente en la línea del Sakarya y esperar allí el inevitable contraataque otomano, pero la mayoría del Estado Mayor prefirió continuar el avance a Ankara, pese a los riesgos.

### Batallas de Sakarya: freno al avance griego

Líneas del frente. En rojo el territorio cedido en el Tratado de Sèvres, en marrón el frente en julio y agosto de 1921 y en morado el frente en agosto de 1922.

Las unidades griegas reanudaron el avance el 10 de agosto y penetraron en la árida meseta anatolia, para la que estaban mal preparadas. Los camiones se estropeaban en las malas carreteras, los caballos morían por la falta de agua y forraje y el ejército tuvo que recurrir al transporte en mulas, camellos y carros de bueyes, que retrasaban la marcha. La logística era inadecuada para una campaña en el desierto, y faltaban agua y víveres para los soldados, aquejados por el calor y la malaria.
La movilización nacionalista fue total (14 de septiembre). Los griegos alcanzaron la línea turca el 23 de agosto de 1921. Unos ochenta mil soldados griegos se enfrentaban a unos veinticinco mil turcos. Los turcos contaban con una posición mejor, protegida en los flancos por los afluentes del Sakarya y con el ferrocarril de Ankara a retaguardia, vital para la llegada de suministros y refuerzos.

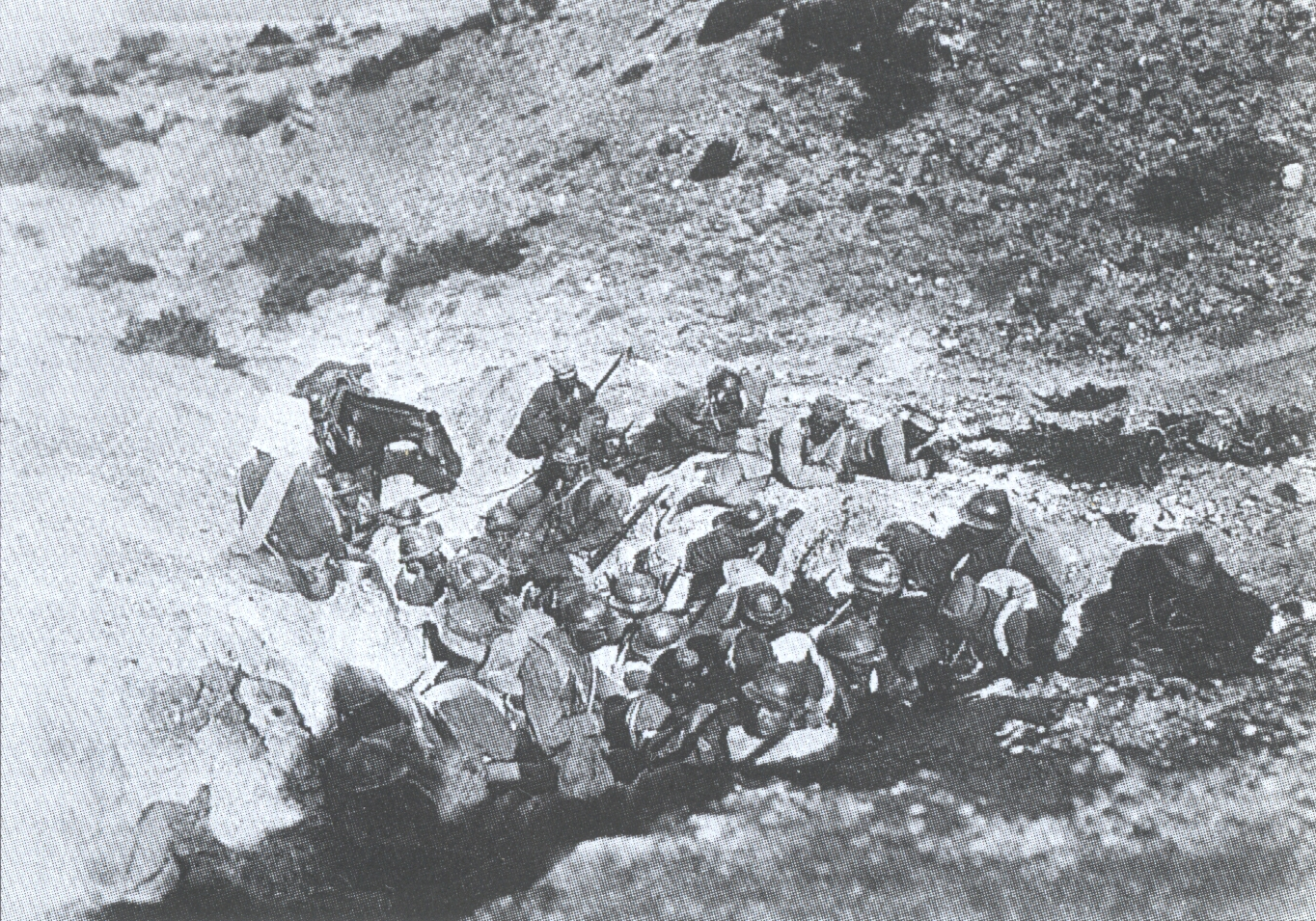
Infantería griega preparándose para el asalto durante la batalla de Sakarya en agosto de 1921.

La batalla, cruentísima, duró veintidós días, cambiando de manos las colinas del campo de batalla en numerosas ocasiones, con grandes pérdidas en ambos bandos. Aprovechando la superioridad numérica y a pesar de la dura resistencia turca, los griegos lograron avanzar quince kilómetros en otros tantos días. Tras atacar la izquierda y el centro de la línea turca, el frente quedó fijado en los altos de Çal Dağ, última barrera antes de la carretera que llevaba a Ankara.
El 2 de septiembre de 1921, los griegos tomaron las alturas al asalto. Desesperados, los turcos ordenaron un último contraataque, dirigido por Kemal en persona, pese a hallarse convaleciente de una caída del caballo en la que se había roto una costilla. Al cabo de siete días de combates, el 11 de septiembre, el general en jefe griego, Anastasios Papoulas, ordenó la retirada a sus posiciones originales a lo largo del ferrocarril, tras sufrir alrededor de dieciocho mil bajas. Los turcos, agotados también y con un número similar de bajas, no pudieron continuar el ataque. En Ankara la asamblea, aliviada por la retirada temporal griega, nombró mariscal a Kemal el 19 de septiembre. A partir de entonces los griegos quedaron a la defensiva. En su retirada a Eskişehir, destruyeron pueblos, puentes y la línea férrea.

### Crisis en Grecia
Mientras, el gobierno turco consiguió algunos importantes éxitos diplomáticos. El 20 de octubre de 1921, los franceses se retiraban de Cilicia (pero conservaban Alejandreta), entregando a los nacionalistas numeroso armamento. Poco después comenzó la retirada italiana, sin concesiones económicas por parte turca. A la vez que los turcos lograban el apoyo informal franco-italiano para la próxima conferencia de paz, los griegos, agotados económicamente, comprobaban que Londres no estaba dispuesto a suministrarles nuevas armas ni ayuda financiera.
Durante el invierno de 1921-1922 no hubo cambios sustanciales en el frente, preparando los turcos sus unidades para la contraofensiva mientras la moral griega decaía. Durante la campaña, el dracma se había depreciado notablemente, perdiendo el 54 % de su valor hasta la caída de Venizelos y un 166 % después, lo que aumentó la crisis económica griega. En las filas también cundía el disgusto por la situación, formándose una asociación antimonárquica de oficiales partidarios de la autonomía de Anatolia en caso de retirada del gobierno de Atenas. A mediados de febrero Gounaris trató en vano de recabar la ayuda económica y militar británica para evitar la evacuación, pero solo recibió un apoyo moral y el consejo de no retirarse.
Las potencias siguieron negociando con griegos y turcos en la primavera, sin avances sustanciales, y en mayo Gounaris tuvo que aplicar una drástica devaluación del 50 % de la moneda para no declarar la bancarrota. El 12 de mayo de 1922, Gounaris se vio obligado a dimitir, formándose un nuevo gobierno sin apenas cambios con Petros Protopapadakis al frente. El nuevo gobierno se encontraba acorralado entre su negativa a pactar con Kemal, las expectativas de victoria definitiva de la población y la falta de recursos financieros para sostener una nueva ofensiva.
Tras la derrota en Sakarya, Papoulas dimitió el 24 de mayo de 1922, siendo sustituido por el general Georgios Hatzanestis, estricto y desequilibrado. Papoulas, venicelista, había aconsejado al nuevo gobierno la evacuación ante el deterioro de las unidades.
Desesperados ante la situación militar, los griegos trataron de ocupar Constantinopla para poder negociar desde una posición más fuerte, pero se encontraron con el rechazo frontal anglo-francés. Hatzanestis, que mandaba las tropas tanto en Anatolia como en Tracia, había propuesto ocupar la ciudad y recibió el beneplácito del Gobierno el 29 de junio de 1922. El 27 de junio los navíos de guerra griegos anclados en Constantinopla partieron hacia el sur, al tiempo que dos divisiones pasaban de Asia Menor a Tracia para participar en las operaciones. El 29, el ministro de Asuntos Exteriores griego comunicó al embajador británico las intenciones de su Gobierno. Solicitó permiso para ocupar Constantinopla, que fue denegado por las potencias, y al día siguiente el alto comisario griego responsable de Esmirna proclamó la independencia de la región, con la aquiescencia del gobierno de Atenas. La decidida defensa de los mandos aliados, respaldada por sus Gobiernos, hicieron desistir finalmente a los griegos de intentar tomar la ciudad por la fuerza. El 2 de agosto de 1922, tras varios días de tensión con los Aliados, el Gobierno griego ordenó la retirada de las unidades de los alrededores de Constantinopla para evitar un conflicto armado. La última ofensiva griega había fracasado.
El traslado de las tropas para ocupar la ciudad, sin embargo, había debilitado notablemente el frente anatolio, igualándose el número de efectivos de ambos adversarios. Hasta el verano de 1922 las tropas griegas seguían manteniendo su superioridad en hombres y armamento frente a las unidades de Kemal, pero se hallaban distribuidas en tres cuerpos de ejército que cubrían un largo frente de más de cuatrocientos ochenta kilómetros. Era improbable el traslado del IV Cuerpo de Ejército (cuatro divisiones con unos cuarenta y cinco mil hombres a finales de julio) desde Tracia antes del comienzo de la ofensiva turca.
A mediados de junio, Kemal recibió información del gobierno de Estambul sobre la importancia de los refuerzos griegos en Tracia, lo que le permitió apreciar el debilitamiento de las fuerzas en Anatolia y preparar su ofensiva. Por entonces las líneas griegas, que se extendían desde el mar de Mármara a la orilla del Meandro, las defendían doscientos veinticinco mil soldados. Los turcos contaban con algunos menos, ciento ocho mil, pero concentraron la mayoría de ellos en un sector del frente para asegurarse de que gozarían de superioridad numérica en la acometida prevista al saliente de Afyonkarahisar.

### El contraataque turco

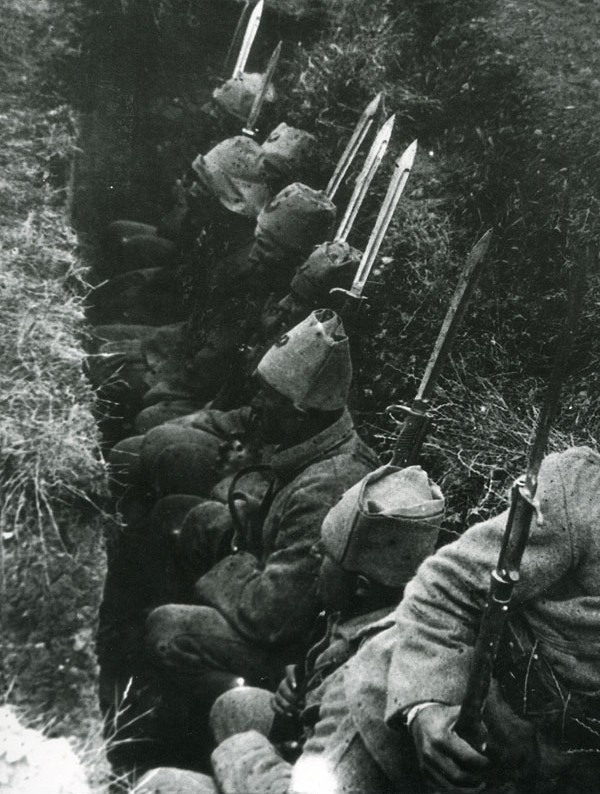
Tropas turcas listas para el asalto, en una trinchera en 1922.

A comienzos de agosto los turcos aún consideraban posible una retirada total griega sin necesidad de una ofensiva militar, para lo que mantenían intensos contactos en París y Londres. El intento, que causó el retraso de dos semanas en el comienzo de la ofensiva turca, fracasó.
El 26 de agosto de 1922, tras trasladar en secreto el grueso de las fuerzas turcas al frente sur, los nacionalistas desencadenaron su ofensiva contra Afyon, fingiendo a la vez que su ataque principal sería contra Eskişehir, como esperaban los generales griegos. Los griegos resistieron encarnizadamente el asalto de la infantería enemiga el primer día, pero cedieron el segundo. Con una superioridad de tres a uno en la zona atacada, los turcos avanzaron rápidamente sin dar tiempo a que los refuerzos griegos llegaran desde el norte. El intento griego de replegarse a Uşak y formar allí una nueva línea de defensa fracasó cuando la retirada de Afyon se convirtió en una desbandada. Ciertas unidades intentaron resistir en Dumlupinar, pero su comandante ordenó la retirada a Esmirna. El resto de las unidades griegas se retiraron hacia Uşak, que evacuaron el 2 de septiembre de 1922, ya en completo desorden. Algunas unidades, perdidas o rodeadas, hubieron de rendirse. La retirada, que comenzó en torno a Afyon, se extendió pronto a todo el frente. En cuatro días de combates los mandos griegos habían perdido alrededor de la mitad de sus tropas en Anatolia entre bajas y prisioneros. Hatzanestis no intentó trasladar refuerzos de Tracia a Anatolia. El gobierno griego relevó el 4 de septiembre de 1922 a Hatzanestis, nombrando a un general que, sin saberlo Atenas, ya había sido capturado por los turcos.

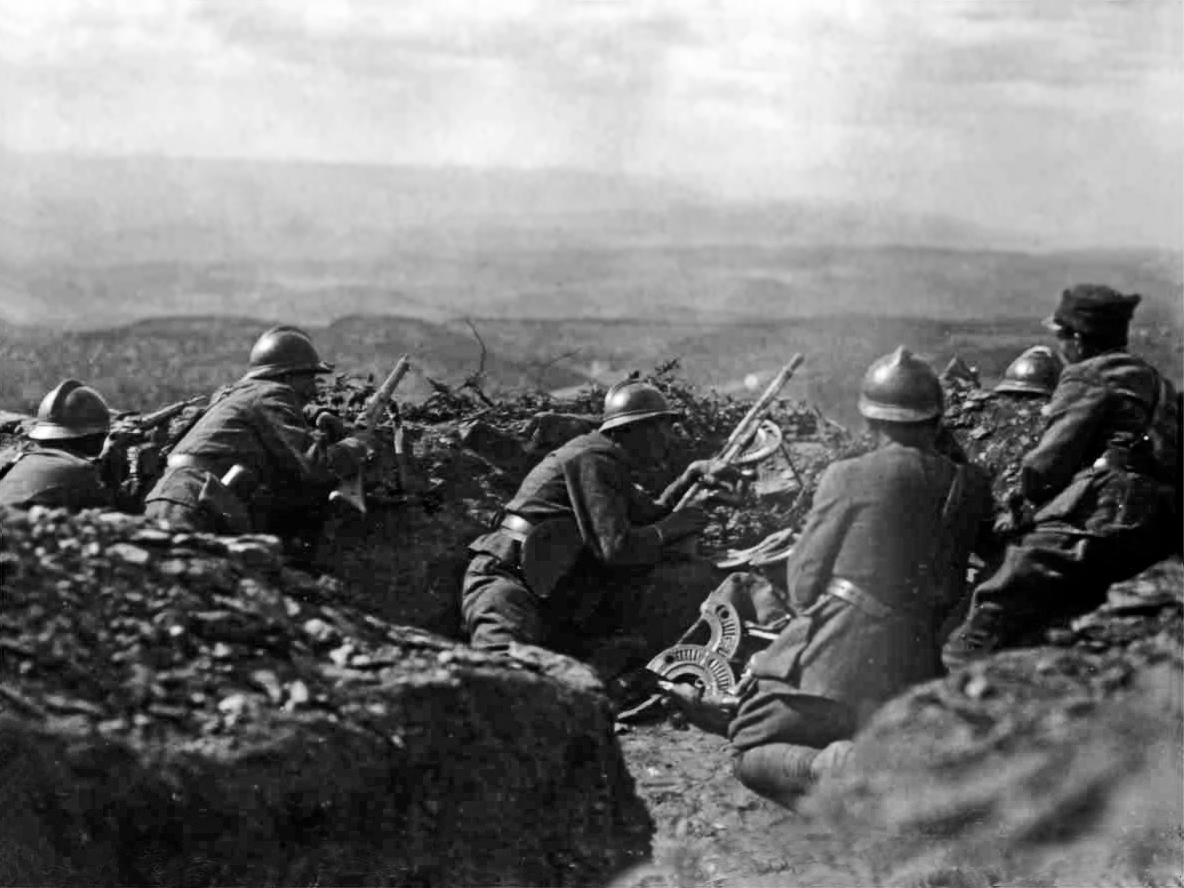
Tropas griegas en Afyon el durante los combates por dominar la ciudad.

Mientras en el norte las unidades comenzaban la evacuación al enterarse del desastre en el sur, las disueltas unidades derrotadas se retiraron en desorden hacia Esmirna, esquilmando el territorio a su paso. Los griegos en retirada cometieron desmanes contra la población musulmana e incendiaron algunas poblaciones, como Aydin y Nazilli. Mientras las tropas en retirada y los civiles cristianos atropellaban a la población musulmana, la caballería turca hacía lo propio con los habitantes cristianos.
En quince días el ejército turco recuperó el control de Anatolia. En los primeros días de la ofensiva, tomó diez mil prisioneros. Esmirna fue evacuada el 9 de septiembre de 1922, el mismo día que entró en la ciudad la vanguardia turca. Los Aliados desembarcaron en la ciudad para tratar de mantener el orden, y Kemal entró en ella al día siguiente, para entusiasmo de los habitantes turcos. El jefe de las unidades turcas que ocuparon la urbe, Nureddin Bajá, permitió los saqueos y asesinatos e incluso dejó que sus hombres participaran en ellos. Entregó a una turba al arzobispo griego de la ciudad que había acudido a solicitar la protección de la comunidad griega, que lo asesinó. Pocos días después, la tarde del día 13, un incendio de origen desconocido destruyó la mitad de la ciudad, casi todo el antiguo barrio cristiano. Los barcos de guerra aliados arrumbaron sus órdenes de amparar únicamente a sus conciudadanos y evacuaron a 213 480 personas en los días que siguieron al gran incendio de la urbe, que trasladaron a las islas del Egeo y a Grecia continental. Por entonces se cree que la urbe contaba con unos trescientos mil habitantes, cincuenta mil más que los que tenía antes del comienzo de la guerra, debido a la llegada de refugiados del campo. Los turcos hicieron cuarenta mil prisioneros en los alrededores de la ciudad; otros treinta mil griegos murieron en la corta campaña.
Es entonces cuando se da la batalla de Dumlupinar, al noroeste de Anatolia, en la que los rebeldes turcos, dirigidos por Mustafá Kemal, impusieron a las fuerzas griegas una agria derrota. Las ofensivas comenzaron el 24 de agosto de 1922 y alcanzaron su punto álgido el 30 de agosto, cuando las líneas griegas fueron disueltas por las tropas turcas. En los días siguientes, las tropas griegas tuvieron que retirarse completamente de esta región de Anatolia. Desde ese año se celebra en Turquía el 30 de agosto como el Día de la Victoria (Zafer Bayrami).

### Tensión y paz
Kemal se dispuso entonces a expulsar a las tropas griegas de Tracia, para lo que necesitaba enfrentarse a las tropas Aliadas que controlaban el acceso a Constantinopla. Los británicos, tratando de evitar el choque, ordenaron la retirada ante el avance turco, pero el general al mando, habiendo recibido pequeños refuerzos franco-italianos, se mantuvo firme y, tras algunos días de tensión, los turcos decidieron no atacar las líneas Aliadas.
Comenzaron las conversaciones de armisticio entre británicos y turcos, que lograron la evacuación griega de la Tracia oriental. El 11 de octubre, los Aliados y los turcos firmaron el Armisticio de Mudania, que en principio el representante griego se negó a rubricar alegando que no tenía poderes para ello. El 15 del mes, día en que entraba en vigor lo pactado en Mudania, los griegos finalmente aceptaron el acuerdo, aunque sin firmarlo. El documento disponía el fin de las hostilidades entre Grecia y Turquía y la retirada de las tropas helenas allende el Maritza; Tracia oriental quedaría durante un mes en manos de una administración cívico-militar aliada que a continuación entregaría la región a Turquía. Los turcos, por su parte, se retirarían temporalmente de Çanakkale y de la península de Nicomedia. Los Aliados conservarían el control de Constantinopla y de la península de Galípoli hasta la firma de la paz definitiva.
Las condiciones del acuerdo, claramente favorable a los turcos y perjudicial para los griegos, desencadenó una inmediata emigración de la población griega de Tracia oriental hacia el oeste; según los cálculos de la Sociedad de Naciones, la región perdió un cuarto de su población.

## Consecuencias
El Partido Conservador británico, juzgando que la situación había llevado a Gran Bretaña al borde de una nueva guerra, retiró su apoyo a Lloyd George, que hubo de dimitir (19 de octubre de 1922). Este, que había apostado su futuro político al triunfo del bando griego, no volvió a ejercer un cargo político destacado en el Reino Unido.
En Grecia la derrota dio lugar a un golpe de Estado que supuso la abdicación definitiva de Constantino (27 de septiembre) y la formación de unos gobiernos controlados por militares, que juzgaron a los que consideraban responsables del desastre militar. Meses después se proclamaba la Segunda República Helénica.
El 11 de noviembre de 1923, Turquía abolió el sultanato y, en el Tratado de Lausana, logró corregir a su favor los reveses de Sèvres. La frontera común se fijó en Tracia oriental, según lo dispuesto en el armisticio de Mudania. Kemal tomó el poder total en la nueva república.
Grecia y Turquía pactaron un intercambio de población, que redujo notablemente las minorías respectivas. Si el anuncio del armisticio de Mudania desencadenó la marcha de gran parte de la población griega de la Tracia oriental hacia el oeste, en Constantinopla la emigración tampoco tardó en llegar. A lo largo del primer año de paz, ciento cincuenta mil griegos abandonaron la urbe. Si en 1914 había en el imperio entre dos millones y dos millones y medio de personas de cultura griega, en el primer censo posbélico, hecho en 1927, en la nueva Turquía apenas quedaban ciento cincuenta mil, todas ellas en Constantinopla.

## Denuncias de atrocidades y limpieza étnica
Los dos bandos enfrentados cometieron atrocidades contra la población civil. Ambos deportaron a la población considerada enemiga de los territorios que controlaban: los griegos de Anatolia occidental y los turcos, de la costa del mar Negro.

### Masacres griegas contra turcos
El historiador británico Arnold J. Toynbee escribió que hubo masacres organizadas perpetradas desde la ocupación griega de Esmirna el 15 de mayo de 1919.
Toynbee también declaró que él y su esposa fueron testigos de las atrocidades llevadas a cabo por los griegos en las regiones de Yalova, Gemlik e Izmit. No sólo obtuvieron abundante evidencia material en la forma de «casas saqueadas e incendiadas, cadáveres recientes y sobrevivientes aterrorizados», sino que también fueron testigos presenciales de actos de robo por parte de civiles griegos e incendios provocados por soldados griegos.
Toynbee escribió:

Apenas desembarcaron comenzaron una incansable guerra contra la población civil turca, cometiendo atrocidades a la peor manera del Oriente Próximo, destruyeron el fértil valle del Menderes y forzaron a miles de turcos desamparados a refugiarse más allá del área ocupada.
Toynbee

El historiador Taner Akcam registró la denuncia de un oficial británico:

Las fuerzas nacionales se establecieron con la única meta de pelear contra los griegos. [...] Los turcos están deseosos de permanecer bajo el control de cualquier otro Estado. [...] No ha habido ni siquiera una resistencia organizada en la época de la ocupación griega. Aun así, los griegos persistieron en su opresión y siguieron quemando aldeas, matando a turcos, violando y matando a mujeres y niñas y estrangulando a niños.
Un oficial británico.

La comisión interaliada en la península Yalova-Gemlik, en su reporte del 23 de mayo de 1921, durante la ocupación griega de Anatolia occidental, escribió:

Parece que se siguió un método regular y exclusivo en la destrucción de pueblos, grupo por grupo, durante los últimos dos meses, cuya destrucción incluso ha llegado a las cercanías de los cuarteles de los griegos. Los miembros de la comisión consideran que, en la zona de los kazas de Yalova y Gemlik ocupada por el ejército griego, hay un plan sistemático de destrucción de aldeas turcas y de extinción de la población musulmana. Este plan lo están llevando a cabo bandas de griegos y armenios, que parecen operar bajo las instrucciones griegas e incluso a veces con la asistencia de algunos destacamentos de tropas regulares.
Comisión aliada.

La comisión interaliada también declaró que la destrucción de pueblos y la población musulmana podría tener como objetivo crear en esta región una situación política favorable para el gobierno griego.
M. Gehri, representante de la Cruz Roja Internacional, que acompañaba a la comisión interaliada, escribió:

El ejército griego de ocupación ha sido empleado en el exterminio de la población musulmana de la península Yalova-Gemlik. Los hechos demostrados —incendio de aldeas, masacres, aterrorizamiento de los habitantes, coincidencia de lugar y tiempo— no dejan lugar a dudas al respecto. Las atrocidades que hemos visto, o de las que hemos visto la evidencia material, fue el trabajo de bandas irregulares de civiles armados (tcheti) y de unidades organizadas del ejército griego. [...] En vez de ser desarmadas y destruidas, las bandas han sido asistidas en sus actividades por las unidades organizadas del ejército.
M. Gehri, representante de la Cruz Roja

Arnold J. Toynbee escribió que habían obtenido pruebas convincentes de que desde junio de 1921 se habían cometido atrocidades similares en amplias zonas del territorio ocupado por los griegos.
Toynbee declaró: «La situación de los turcos en la ciudad de Esmirna se ha vuelto lo que se puede llamar sin exageración un «reino de terror», y se debe suponer que su tratamiento en los distritos del país deben ser peores en proporción.

### Política griega de tierra quemada
De acuerdo con varias fuentes, el ejército griego en retirada llevó a cabo una política de «tierra arrasada» mientras huía desde Anatolia durante la fase final de la guerra, después de que perdía cada batalla.
James Loder Park, vicecónsul estadounidense en Estambul que recorrió gran parte del área devastada inmediatamente después de la evacuación griega, describió la situación de las aldeas y ciudades cercanas a Esmirna:

El ejército griego en retirada llevó a cabo una política de «tierra arrasada» y en el camino cometió todos los tipos de ultraje conocidos contra los indefensos aldeanos turcos.
El pueblo de Manisa [...] fue casi completamente borrado por los incendios: [destruyeron] 10 300 casas, 15 mezquitas, 2 baños, 2278 tiendas, 19 hoteles, 26 villas. La ciudad de Cassaba [actual Turgutlu] tenía 40 000 almas, 3000 de los cuales no eran musulmanes. De los 37 000 turcos sólo sobrevivieron 6000, mientras se sabe que 1000 turcos fueron asesinados a tiros o quemados vivos. De los 2000 edificios que formaban la ciudad, sólo 200 permanecieron de pie. Existe amplio testimonio de que la ciudad fue destruida sistemáticamente por los soldados griegos, asistidos por un número de civiles griegos y armenios. Se usaron libremente gasolina y queroseno para hacer la destrucción más efectiva, rápida y completa. [...] En Alasehir se usaron bombas manuales para humedecer las paredes con queroseno. Cuando examinábamos las ruinas de la ciudad, descubrimos por todas partes calaveras y huesos humanos, chamuscados y ennegrecidos, con remanentes de cabello y carne colgando de ellos. Por nuestra insistencia ante innumerables tumbas que parecían nuevas, se excavaron algunas para convencernos de los cadáveres no tenían más de cuatro semanas [que era el tiempo en que habían pasado los griegos en retirada]
J. L. Park, vicecónsul de EE. UU. en Estambul

El vicecónsul Park concluyó:

1. La destrucción de las ciudades del interior que visitó nuestro grupo fue llevada a cabo por los griegos.
2. Los porcentajes de los edificios destruidos en cada una de las últimas cuatro ciudades nombradas fueron: Manisa 90 %, Cassaba 90 %, Alaşehir 70 %, Salihli 65 %.
3. El incendio de estas ciudades no fue casual, intermitente ni accidental, sino bien planeado y completamente organizado.
4. Hubo muchas instancias de violencia física, la mayoría de las cuales deliberada y gratuita. No podemos presentar números cabales —que son imposibles de obtener—, pero se puede asegurar que las atrocidades cometidas por los griegos en retirada fueron miles en las cuatro ciudades en cuestión. Consistieron en los tres tipos más usuales de atrocidad: tortura, violación sexual y asesinato.

Kinross escribió:

Casi todas las ciudades a su paso quedaron en ruinas. Un tercio de Ushak ya no existe. De la ciudad de Alashehir no queda más que una cavidad chamuscada, deformando la ladera de la colina. Pueblo tras pueblo fueron reducidos a cenizas. De los 18 000 edificios de la histórica ciudad santa de Manisa, sólo quedaron 500.

Se calcula que sólo en el incendio de Alaşehir murieron tres mil personas.
En uno de los ejemplos de las atrocidades griegas durante la retirada, el 14 de febrero de 1922 en el pueblo turco de Karatepe (en Aydin Vilayeti), después de haber sido rodeado por los griegos, todos los habitantes fueron encerrados en una mezquita y quemados vivos. Los pocos que pudieron escapar fueron matados a tiros.
El cónsul italiano, M. Miazzi, informó que acababa de visitar un pueblo turco, donde los griegos habían asesinado a unas 60 mujeres y niños. Este informe fue corroborado por el capitán Kocher, cónsul francés.

### Catástrofe del Asia Menor
El 9 de septiembre de 1922 sucedió lo que los griegos llaman la Catástrofe del Asia Menor (griego: Μικρασιατική καταστροφή). Mustafá Kemal reconquistó Esmirna (İzmir para los turcos) y con ello fueron asesinados o desplazados los residentes griegos y parte de los armenios, que habían encontrado refugio allí en el transcurso de la Primera Guerra Mundial por intervención del general alemán Otto Liman von Sanders para salvarse del genocidio en tierras armenias.
Las consecuencias de esto fueron enormes. La población griega, que era numerosa, tuvo que escapar hacia Grecia, miles perecieron en la huida. La cultura griega en el Asia Menor, con más de 2500 años de historia, había llegado a su fin.
En 1923 ambos regímenes pactaron en el Tratado de Lausana un intercambio de población. El traslado de población forzoso abarcó a cerca de 1,25 millones de griegos y 500 000 turcos.
Como criterio para identificar la nacionalidad se fijó la religión (ortodoxo= griego y musulmán= turco), lo que no siempre correspondía a la realidad debido al gran tiempo que llevaban ambos pueblos en contacto bajo el mismo Estado.
A causa del desplazamiento de la población griega de Anatolia y del Ponto, Grecia tuvo que enfrentarse con una cuota de cerca del 25 % de refugiados.
Tan solo una minúscula parte de los griegos decidieron quedarse en la recién formada Turquía, especialmente en Estambul y Esmirna. Actualmente se calcula que viven 2500 griegos, hijos directos de éstos, en Estambul.

## Situación reciente
Los acontecimientos de entonces todavía significan para muchos turcos y griegos un trauma y son la causa directa de los resentimientos y conflictos que aún hoy en día existen entre ambos pueblos, como por ejemplo la partición de Chipre. En especial se ven afectadas las minorías que aún permanecen en el país vecino. Entre el 6 y el 7 de septiembre de 1955 se efectuó un pogromo en Estambul contra las minorías étnicas, siendo víctimas en especial cientos de ciudadanos de origen griego. Como respuesta, el gobierno de Atenas introdujo a partir de ese año una política de discriminación contra los turcos de Tracia.
En años recientes las relaciones entre ambos países han mejorado. En enero de 2008, el primer ministro griego, Kostas Karamanlis, anunció junto con su colega turco, Recep Tayyip Erdoğan, que fomentarían la cooperación entre ambas naciones. Karamanlis aseguró que Grecia apoya la entrada de Turquía en la Unión Europea.